# Пет Патерсон
Еліза Патерсон (англ. Eliza Paterson), відома як Пет Патерсон (англ. Pat Paterson, 10 квітня 1910, Бредфорд, Західний Йоркшир, Англія — 24 серпня 1978, Фінікс, Аризона, США) — британська і американська акторка.

## Біографія
У 18-річному віці вирушила до Голлівуду. У 1929 році підписала контракт з кіностудією «20th Century Fox». Взяла творчий псевдонім Пет (Патриція) Патерсон. Майже відразу стала зніматися в кіно.
У 1930—1934 роках з'являлася в багатьох фільмах «20th Century Fox», в результаті чого стала відомою публіці. У фільмі «Чарлі Чан в Єгипті» (1935) з Ворном Оулендом в ролі Чана зіграла головну роль — Керол Арнольд. За задумом студії, ця роль мала стати для неї трампліном на головні ролі в інших фільмах.
На початку 1934 року, коли виробництво «Чарлі Чана в Єгипті» було завершено, познайомилася з французьким актором Шарлем Буає, з яким через місяць, 14 лютого 1934, одружилася в Юмі, штат Аризона.
Буає заявляв у газетах, що Патерсон відмовиться від своєї кінокар'єри, вважаючи, що одружені жінки мусять не працювати, а займатися вихованням дітей. Однак Патерсон продовжувала активно зніматися: п'ять років після весілля були для неї найуспішнішими в акторському і комерційному плані.
Патерсон знімалася як мінімум в одному фільмі на рік до початку Другої світової війни, яка фактично поклала кінець її кар'єрі в кіно.
9 грудня 1943 року, через два роки після того, як її чоловік став громадянином США, вона народила їх єдину дитину. Їхній син трагічно загинув в вересні 1965 року в віці 21 років.
24 серпня 1978 року Пат Патерсон померла від пухлини головного мозку. Через два дні після смерті дружини, з якою прожив 44 роки, Шарль Буає вчинив самогубство. Пет Патерсон і її чоловіка поховали на кладовищі Святого хреста в Калвер-Сіті.